# Jan Drost (politicus)
Jan Drost (1946) is een Nederlands politicus van de VVD.
Hij is afgestudeerd in de rechten en was voor hij in juni 1986 burgemeester werd van de Overijsselse gemeente Stad Delden, sous-chef van het kabinet van de commissaris van de Koningin in Friesland (destijds zijn partijgenoot Hans Wiegel). Op 1 januari 2001 fuseerde Stad Delden met enkele buurgemeenten tot de nieuwe gemeente Hof van Twente waarmee zijn functie kwam ter vervallen. Hierop werd hij waarnemend burgemeester van Bathmen. Deze gemeente ging op 1 januari 2005 op in de gemeente Deventer.